# ميخائيل ألكساندروف
ميخائيل ألكساندروف (بلغارية: Михаил Александров؛ مواليد 11 يونيو 1989 في صوفيا) هو لاعب كرة قدم بلغاري يلعب مع ليغيا وارسو في الدوري البولندي الممتاز كلاعب وسط. مثّل منتخب بلغاريا لكرة القدم. بدأ ألكساندروف مسيرته الرياضية عام 2006.

## الجوائز والإنجازات

### الإنجازات مع النادي
| النادي أو المنتخب | البطولة                 | مرات الفوز | الأعوام أو المواسم                 |
| ----------------- | ----------------------- | ---------- | ---------------------------------- |
| لودوغورتس رازغراد | الدوري البلغاري الممتاز | 4          | 2011–12، 2012–13، 2013–14، 2014–15 |
| لودوغورتس رازغراد | كاس بلغاريا             | 2          | 2011–12، 2013–14                   |
| لودوغورتس رازغراد | كأس السوبر البلغاري     | 2          | 2012، 2014                         |
| ليغيا وارسو       | الدوري البولندي الممتاز | 1          | 2015–16                            |
| ليغيا وارسو       | كأس بولندا              | 1          | 2015–16                            |

## روابط خارجية
- ميخائيل ألكساندروف على موقع الاتحاد الأوربي (الإنجليزية)
- ميخائيل ألكساندروف على موقع قاعدة بيانات كرة القدم.إي يو (الإنجليزية)
- ميخائيل ألكساندروف على موقع ناشيونال فوتبول تيمز (الإنجليزية)
- ميخائيل ألكساندروف على موقع Soccerway.com (الإنجليزية)
- ميخائيل ألكساندروف على موقع عالم كرة القدم.نت (الإنجليزية)
- ميخائيل ألكساندروف على موقع AS.com (الإسبانية)